# 沙里院青年駅
沙里院青年駅（サリウォンチョンニョンえき）は、朝鮮民主主義人民共和国黄海北道沙里院市にある朝鮮民主主義人民共和国鉄道省の駅である。

## 乗り入れ路線
乗り入れる路線は、正式な線路名称上は平釜線と黄海青年線の2路線であるが、黄海青年線の二駅南隣の銀波駅から分岐している殷栗線の列車も当駅まで乗り入れている。

## 駅周辺
- 沙里院競技場
- 沙里院3.8旅館
- 李桂荀大学（沙里院第一師範大学）
- 沙里院地質大学
- 沙里院第二師範大学

## 歴史
- 1906年4月3日：京義線敷設完成[1]。
- 1908年4月1日：沙里院駅として正式に旅客営業開始[2][3]。
- 1945年：朝鮮半島分断に伴い当駅が北朝鮮側における京義線の終点となる。
- 1953年：朝鮮戦争休戦により京義線の北朝鮮側の終着駅が開城駅に変更となる。
- 1974年：沙里院青年駅に改称。

## 隣の駅
朝鮮民主主義人民共和国鉄道省
平釜線
正方里駅 - 沙里院青年駅 - 東沙里院駅
黄海青年線・殷栗線
沙里院青年駅 - 松山駅